# Selaginella landii
Selaginella landii är en mosslummerväxtart som beskrevs av Jesse More Greenman och Norma Etta Pfeiffer. Selaginella landii ingår i släktet mosslumrar, och familjen mosslummerväxter. Inga underarter finns listade i Catalogue of Life.